# Liber graduum

Le Liber graduum (en syriaque kthāvā d-masqāthā, c'est-à-dire le Livre des degrés [d'ascension]) est un traité anonyme en langue syriaque consacré à la vie spirituelle chrétienne, rédigé probablement aux environs de l'an 400, et sans doute dans le nord de la Mésopotamie, sur le territoire du royaume des Sassanides. Il est composé de trente textes appelés « discours » (memré), l'ensemble ayant une unité et étant visiblement du même auteur.
Le Liber graduum apparaît comme l'une des trois premières grandes œuvres de la littérature ascétique chrétienne en langue syriaque, avec les Démonstrations d'Aphraate le Sage persan et les Homélies d'Éphrem de Nisibe. Comme les textes de ces deux auteurs, il reflète la vie de ces communautés particulières d'ascètes, pré-monastiques, caractéristiques du christianisme syrien avant que ne s'impose le modèle du monachisme égyptien ou basilien. Deux autres points relevés et débattus, à propos du Liber graduum, sont la présence de conceptions judéo-chrétiennes et l'influence, diversement évaluée, du messalianisme.
L'un des thèmes principaux qui structurent l'ouvrage est la division, exposée dès le 1er discours, de la communauté des fidèles en deux groupes, représentant les deux « degrés » de la vie chrétienne : les « justes » (kéné), qui sont la masse des fidèles toujours attachés au monde et auxquels s'adressent les « commandements d'ordre inférieur », relatifs aux comportements charitables et aux pratiques comme les jeûnes, et les « parfaits » (gmiré), auxquels les « commandements d'ordre supérieur » proposent la sortie du monde, le renoncement à la famille, au mariage et à la propriété, le « baptême du feu et de l'Esprit ». Les « justes », par une image évoquant le messalianisme, sont décrits comme des chrétiens en qui une présence démoniaque persiste malgré l'activité du Saint Esprit. Cependant, Sebastian Brock souligne que l'importance accordée par l'auteur à l'organisation de l'« Église visible » (notamment dans le 12e discours) l'éloigne des conceptions messaliennes. Un autre thème essentiel de l'œuvre est la personne d'Adam et sa relation avec le Christ.

## Sommaire
Titres des trente discours :
1. Sur la distinction entre les commandements d'ordre supérieur, pour les parfaits, et les commandements d'ordre inférieur, pour les justes.
2. Sur ceux qui désirent être parfaits.
3. Le ministère physique et le ministère spirituel.
4. Sur les légumes pour les faibles (cf. Rom. 14:2).
5. Sur le lait pour les jeunes enfants (cf. I Cor. 3:1-2).
6. Sur celui qui devient parfait et continue à progresser.
7. Sur les commandements pour les justes.
8. Sur celui qui donne tout ce qu'il a pour les pauvres.
9. Sur l'état de juste et l'amour des justes et des prophètes.
10. Sur le bénéfice qu'il y a à endurer le mal tout en faisant le bien, et sur le jeûne pour le corps et l'âme.
11. Sur l'attention à porter aux Écritures.
12. Sur l'Église cachée et l'Église visible.
13. Sur le mode de vie des justes.
14. Sur les justes et les parfaits.
15. Sur la génération chez Adam.
16. Sur les progrès que l'on fait grâce aux commandements d'ordre supérieur.
17. Sur la Passion du Christ et l'exemple qu'elle donne.
18. Sur les larmes de la prière.
19. Sur l'excellence du chemin de la perfection.
20. Sur les obstacles qui se présentent sur le chemin.
21. Sur l'arbre d'Adam.
22. Sur le fait que des obligations religieuses ne peuvent sauver ceux qui s'y conforment.
23. Sur Satan, Pharaon et les enfants d'Israël.
24. Sur la repentance.
25. Sur les mots Dieu et Satan.
26. Sur la seconde loi donnée par Dieu à Adam.
27. Sur le larron qui fut sauvé.
28. Sur le fait que l'âme humaine n'est pas le sang.
29. Sur l'ascèse du corps.
30. Sur les commandements de foi et d'amour des solitaires.

## Éditions
- Mihály Kmoskó (éd.), Ketava de-maskata /Liber graduum (syriaque et latin), Patrologia syriaca t. 3, Firmin-Didot, Paris, 1926, p. 285-304, 433-444.
- Robert Kitchen, Martin F. G. Parmentier (trad.), The Book of Steps. The Syriac Liber graduum, Cistercian studies series 196, Cistercian Publications, Kalamazoo, Michigan, 2004.